# Hydriastele microspadix
Hydriastele microspadix är en enhjärtbladig växtart som först beskrevs av Otto Warburg, Karl Moritz Schumann och Carl Karl Adolf Georg Lauterbach, och fick sitt nu gällande namn av Karl Ewald Maximilian Burret. Hydriastele microspadix ingår i släktet Hydriastele och familjen Arecaceae. Inga underarter finns listade i Catalogue of Life.